# Protolithe
Un protolithe est une roche originale avant sa transformation par un phénomène géologique, comme le métamorphisme mais aussi les déformations tectoniques (mylonites), de métasomatose ou d'altération.
Pour le métamorphisme, deux groupes de protolithes sont définis : les paradérivés issus de roches sédimentaires et les orthodérivés issus de roches magmatiques (plutonique ou volcanique). La racine du terme est grecque : proto- : premier et lithos : roche.
L'identification d'un protolithe est un objectif important dans l'étude de la géologie d'une région, il en existe une grande variété.

## Exemple de protolithes dans le métamorphisme
| Type de roche      | Type de roche | Protolithe                                 | Roche métamorphique (métamorphisme régional moyen)                             | Roche métamorphique (métamorphisme régional moyen)                             | Roche métamorphique (métamorphisme régional moyen)                             | Roche métamorphique (métamorphisme régional fort)                                   | Métamorphisme de contact                 |
| ------------------ | ------------- | ------------------------------------------ | ------------------------------------------------------------------------------ | ------------------------------------------------------------------------------ | ------------------------------------------------------------------------------ | ----------------------------------------------------------------------------------- | ---------------------------------------- |
| Roche sédimentaire | Evaporitique  | Evaporites (argiles à gypse, halite, ...l) | Phlogopitite à scapolite (Méta-évaporites) Metacarbonates rubanées à scapolite | Phlogopitite à scapolite (Méta-évaporites) Metacarbonates rubanées à scapolite | Phlogopitite à scapolite (Méta-évaporites) Metacarbonates rubanées à scapolite | Gneiss à silicates calciques (diopside, tsavorite, ...) et minéraux (corindon, ...) |                                          |
| Roche sédimentaire | Carbonatée    | Calcaire pur                               | Marbre                                                                         | Marbre                                                                         | Marbre                                                                         | Gneiss à silicates calciques (diopside, tsavorite, ...) et minéraux (corindon, ...) | Skarn                                    |
| Roche sédimentaire | Carbonatée    | Calcaire impur (avec silice ou argile )    | Cipolin, marbre à silicate calcique                                            | Cipolin, marbre à silicate calcique                                            | Cipolin, marbre à silicate calcique                                            | Gneiss à silicates calciques (diopside, tsavorite, ...) et minéraux (corindon, ...) | Skarn                                    |
| Roche sédimentaire | Carbonatée    | Dolomie                                    | Marbre dolomitique                                                             | Marbre dolomitique                                                             | Marbre dolomitique                                                             | Gneiss à silicates calciques (diopside, tsavorite, ...) et minéraux (corindon, ...) | Skarn                                    |
| Roche sédimentaire | Carbonatée    | Marne, calcaire argileux                   | Calcschiste                                                                    | Calcschiste                                                                    | Calcschiste                                                                    | Gneiss à silicates calciques (diopside, tsavorite, ...) et minéraux (corindon, ...) | Schiste noir, schiste tacheté, cornéenne |
| Roche sédimentaire | Détritique    | Argile                                     | Schiste                                                                        | Schiste                                                                        | Micaschiste                                                                    | Paragneiss                                                                          | Schiste noir, schiste tacheté, cornéenne |
| Roche sédimentaire | Détritique    | Argile à matière organique                 | Ampélite, schistes noirs                                                       | Ampélite, schistes noirs                                                       | Micaschiste                                                                    | Paragneiss                                                                          | Schiste noir, schiste tacheté, cornéenne |
| Roche sédimentaire | Détritique    | Grès argileux                              | Phyllade, schiste quartzeux                                                    | Phyllade, schiste quartzeux                                                    | Micaschiste quartzeux                                                          | Paragneiss                                                                          | Schiste noir, schiste tacheté, cornéenne |
| Roche sédimentaire | Détritique    | Sédiment volcano-sédimentaire              | Schiste, phyllade                                                              | Schiste, phyllade                                                              | Micaschiste                                                                    | Paragneiss                                                                          | Schiste noir, schiste tacheté, cornéenne |
| Roche sédimentaire | Détritique    | Grès, Psammite                             | Quartzite                                                                      | Quartzite                                                                      | Quartzite                                                                      | Quartzite                                                                           | Quartzite                                |
| Roche sédimentaire | Détritique    | Conglomérat                                | Métaconglomérat                                                                | Métaconglomérat                                                                | Métaconglomérat                                                                | Quartzite                                                                           | Quartzite                                |
| Roche sédimentaire | Détritique    | Bauxite / Latérite                         | Emeri                                                                          | Emeri                                                                          | Emeri                                                                          | Quartzite                                                                           | Quartzite                                |
| Roche sédimentaire | Siliceuse     | Radiolarite                                | Metaradiolarite                                                                | Metaradiolarite                                                                | Metaradiolarite                                                                | Quartzite                                                                           | Quartzite                                |
| Roche magmatique   | Volcanique    | Rhyolite et tuf volcanique acide           | Metaryolite, Leptynite                                                         | Metaryolite, Leptynite                                                         | Metaryolite, Leptynite                                                         | Eclogite acide                                                                      |                                          |
| Roche magmatique   | Volcanique    | Andésite                                   | Meta-andésite                                                                  | Meta-andésite                                                                  | Meta-andésite                                                                  | Eclogite acide                                                                      |                                          |
| Roche magmatique   | Volcanique    | Basalte                                    | "Prasinite"                                                                    | Metabasalte                                                                    | Schiste vert, schiste bleu, amphibolite                                        | Eclogite basique                                                                    |                                          |
| Roche magmatique   | Plutonique    | Gabbro                                     | "Prasinite"                                                                    | Metagabbro                                                                     | Schiste vert, schiste bleu, amphibolite                                        | Eclogite basique                                                                    |                                          |
| Roche magmatique   | Plutonique    | Roches ultrabasiques                       | Serpentinite, schistes à actinote                                              | Serpentinite, schistes à actinote                                              | Serpentinite, schistes à actinote                                              | Eclogite basique                                                                    |                                          |
| Roche magmatique   | Plutonique    | Granite, granodiorite, syénite,...         | Orthogneiss (metagranite, metasyenite, metagranodiorite,...)                   | Orthogneiss (metagranite, metasyenite, metagranodiorite,...)                   | Orthogneiss (metagranite, metasyenite, metagranodiorite,...)                   | Granulite, migmatite                                                                |                                          |